# Pedro Infante
José Pedro Infante Cruz (Mazatlán, 18 november 1917 - Mérida, 15 april 1957) was een Mexicaans zanger en acteur.
In zijn jeugd werkte hij als timmerman, waarbij hij zijn eigen gitaar maakte. In 1937 zong hij voor het eerst in het publiek bij een lokaal festival in Sinaloa. Zijn vrouw overtuigde hem naar Mexico-Stad te verhuizen, waar hij bij een radiostation ging werken, en liederen van onder andere José Alfredo Jiménez, Cuco Sánchez en Rubén Fuentes ten gehore bracht in concertzalen. In 1943 bracht hij zijn eerste plaat uit.

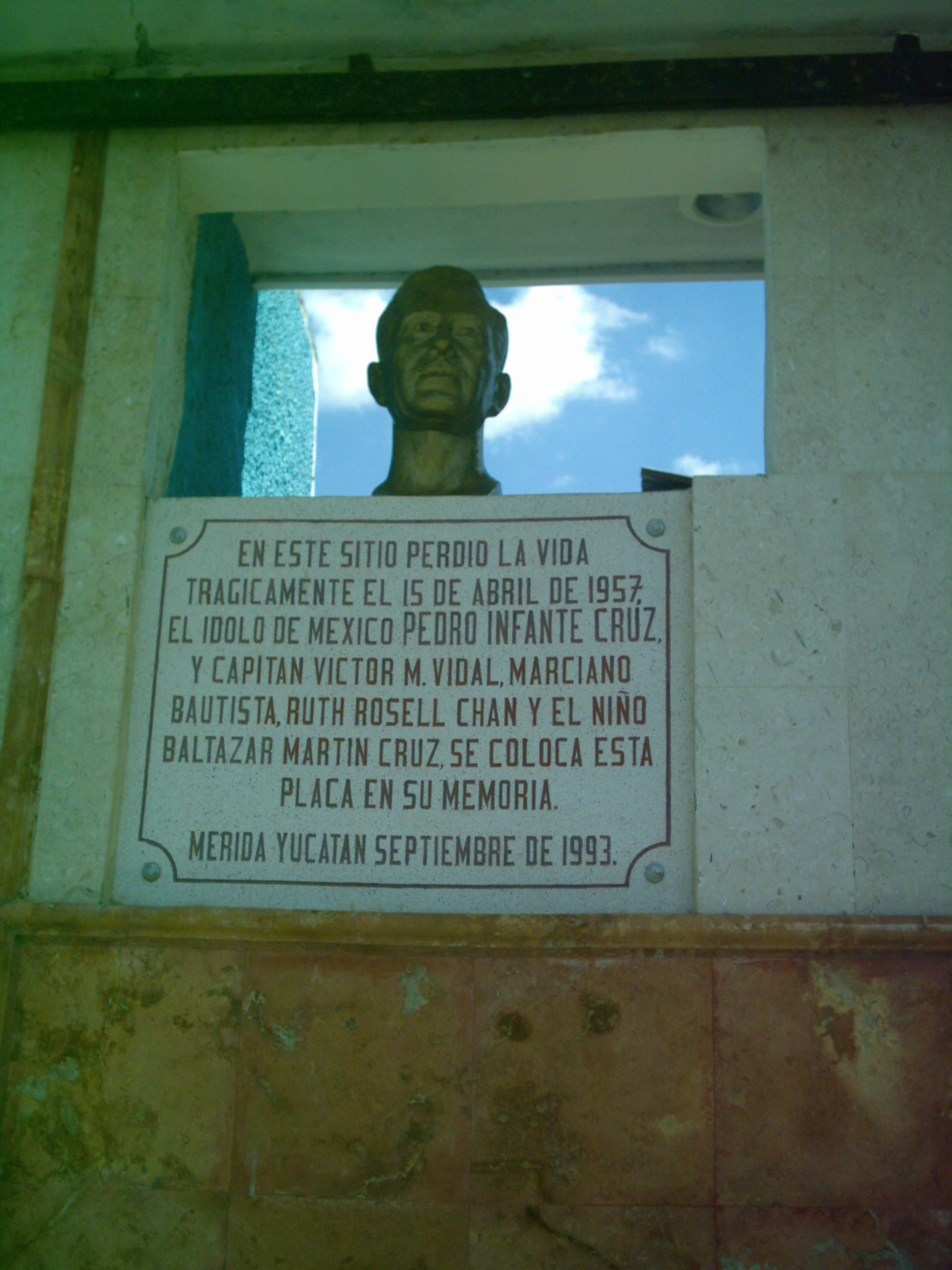
Pedro Infante in Mérida (Yucatán).

Infante speelde in 1941 in zijn eerste film, La Feria de Las Flores. In veel films vertolkte hij de rol van de charro die zingend en vechtend om vrouwen door het leven ging. Dat dit machismo ook een onderdeel was van zijn persoonlijke leven blijkt wel uit zijn talloze amoureuze escapades, en het feit dat hij tot drie keer toe is gescheiden. In 1952 speelde Infante samen met Jorge Negrete, een andere ster uit de Mexicaanse cinema van de jaren 50, in de film Dos Tipos de Cuidado. Negrete en Infante kenden een vriendschappelijke rivaliteit. Toen Negrete in 1953 om het leven kwam, escorteerde Infante bij de begrafenisstoet op zijn Harley-Davidson.
Infante was piloot en bracht een groot deel van zijn vrije tijd in de lucht door. Hij stond bekend als roekeloos. In 1947 raakte hij voor het eerst betrokken bij een vliegtuigongeluk. Na een tweede ongeluk bij Zitácuaro in 1949 lag hij maanden in het ziekenhuis, maar kon later zijn carrière hervatten. Bij een derde vliegtuigongeval nabij Mérida in Yucatán kwam hij om het leven. De dag van zijn dood werd uitgeroepen tot een dag van nationale rouw. Zelfs zijn dood leverde hem bewondering op; de manier waarop hij stierf werd gezien als teken dat hij altijd het maximale uit zijn leven probeerde te halen. Bij zijn begrafenis, die werd bijgewoond door duizenden Mexicanen, werd zijn favoriete nummer Amorcito Corazón door een mariachi-orkest gespeeld.
Infante was tijdens zijn leven al Mexico's populairste acteur, maar ook tegenwoordig geldt hij nog als een van de populairste personen uit Mexico's geschiedenis.

## Filmografie (selectie)
- Mexicanos, al grito de guerra (1943)
- Los Tres García (1946)
- Vuelven Los García (1946)
- Nosotros los pobres (1947)
- Ustedes los ricos (1947)
- Soy charro de Rancho Grande (1947)
- Los Tres huastecos (1948)
- No desearás la mujer de tu hijo (1949)
- A Toda Maquina (1951)
- Qué te ha Dado esa Mujer (1951)
- Pepe El Toro (1952)
- Dos Tipos de Cuidado (1952)
- Escuela de vagabundos (1954)
- La Vida No Vale Nada (1955)
- Tizoc (1957)
- Escuela de rateros (1957)

- Biblioteca Nacional de España: XX858972
- Bibliothèque nationale de France: cb141890868 (data)
- Gemeinsame Normdatei: 133699145
- International Standard Name Identifier: 0000 0001 1060 0358
- Library of Congress Control Number: n94003796
- MusicBrainz: 35b17a3b-601b-4049-9bdd-4933d8ec4e10
- Nationale Bibliotheek van Tsjechië: xx0161683
- Nationale Bibliotheek van Israël: 987007388496705171
- Réseau des bibliothèques de Suisse occidentale: 02-A024410924
- SNAC: w62s6svc
- Système universitaire de documentation: 171622723
- Virtual International Authority File: 44509913
- WorldCat: E39PBJv4m96PjtPC6y9fcTyyBP